# Station Märsta
Märsta is een treinstation in de gelijknamige plaats in Zweden. Het is het noordelijke eindpunt van lijnen 41 en 42X van de pendeltåg.